# Edith Jacobsohn
Edith Lotte Jacobsohn, geborene Schiffer (geboren am 26. Oktober 1891 in Schöneberg bei Berlin; gestorben am 31. Dezember 1935 in London) war eine deutsche Übersetzerin und Verlegerin.

## Leben
Edith Schiffer wurde als Tochter des jüdischen Holzhändlers und Bauunternehmers Max Schiffer und seiner Ehefrau Anna geb. Pleßner in Schöneberg geboren. Der liberale Politiker und spätere Reichsjustizminister Eugen Schiffer war ihr Onkel; der Hamburger Verleger Paul Cassirer und der Philosoph Ernst Cassirer waren ihre Vettern, mit denen sie in Kontakt stand.
Sie besuchte ein Internat in Großbritannien, wo sie die englische Lehrerin Edith Lillie Williams kennenlernte. 1915 heiratete sie den Publizisten und Theaterkritiker Siegfried Jacobsohn, der die Zeitschrift Die Schaubühne herausgab (ab 1918 Die Weltbühne). Mit ihrem Vermögen rettete sie die berühmte Zeitschrift mehrere Male vor dem Konkurs und übernahm 1927 (nach dem Tode ihres Mannes) auch die Leitung des Verlags der Weltbühne.

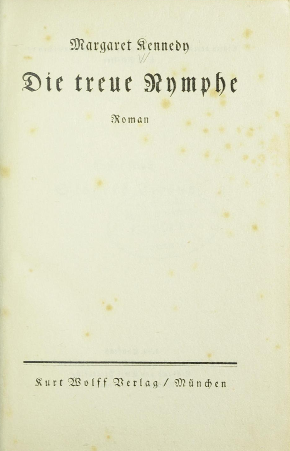
E. L. Schiffer, Übersetzerin ins Deutsche (1925)

Edith Jacobsohn übersetzte englische Kinderbücher ins Deutsche, darunter das 1920 erschienene Buch The Story of Doctor Dolittle (Doktor Dolittle und seine Tiere) von Hugh Lofting und Winnie-the-Pooh (Pu der Bär) von A. A. Milne. Dabei war sie hauptsächlich unter ihrem Aliasnamen E. L. Schiffer (ihrem Geburtsnamen) tätig – das Pseudonym E. L. Schiffer-Williams stand hingegen für Gemeinschaftsübersetzungen mit Edith Williams.
Im April 1924 gründete sie mit ihren Freundinnen Annie Williams (geb. Ball) und Edith Weinreich (geb. Williams) den Kinderbuchverlag Williams & Co., aus dem der spätere Cecilie Dressler Verlag hervorging. Die beiden Engländerinnen schieden schon nach einem Jahr wieder aus und Jacobsohn führte den Verlag von da an alleine. Er veröffentlichte mit großem Erfolg ab 1925 die Doktor-Dolittle- und ab 1928 die Pu-der-Bär-Geschichten. 1929 regte Edith Jacobsohn Erich Kästner zum Schreiben von Kinderbüchern an und veröffentlichte in ihrem Verlag seine Klassiker Emil und die Detektive (1929) und Pünktchen und Anton (1931).
1927 übernahm Jacobsohn nach dem frühen Tod ihres Ehemannes auch die Leitung des Weltbühne-Verlages. Zuerst wurde Kurt Tucholsky zum Chef der Weltbühne ernannt. Als dieser wieder nach Frankreich ging, ernannte Jacobsohn Carl von Ossietzky im Mai 1927 zu seinem Nachfolger. Nach außen hin blieb vorerst Tucholskys Name auf dem Titelblatt der Zeitung. Ab Oktober 1927 lautete dieses Impressum: Leiter der Weltbühne Carl von Ossietzky unter der Mitarbeit von Kurt Tucholsky. Nach ihrer Flucht aus Deutschland verkaufte Jacobsohn beide Verlage. Der Williams Verlag wurde von der ehemaligen Verlagsmitarbeiterin Cecilie Dressler übernommen, deren Namen der Verlag ab 1941 trug. Die Weltbühne ging nach langen Verhandlungen an den der Kommunistischen Partei Deutschlands nahestehenden Journalisten Hermann Budzislawski.
Am Tag nach dem Reichstagsbrand, Ende Februar 1933, floh sie mit ihrem Sohn Peter (1916–1998) aus dem Deutschen Reich nach Wien, später nach Zürich und dann nach London, wo sie zur Sicherung ihrer Aufenthaltsgenehmigung eine Scheinehe einging und den Familiennamen Forster annahm.
Edith (Jacobsohn-)Forster starb 1935 im Alter von 44 Jahren an einem Schlaganfall.

## Gedenken
Nach Kriegsende geriet Edith Jacobsohn in Westdeutschland jahrzehntelang fast in Vergessenheit. Von Dezember 1997 bis Januar 1998 zeigte die Theodor-Fontane-Bibliothek in Berlin ihr zu Ehren die Ausstellung Mein Schöner Verlag. Edith Jacobsohn und der Williams & Co. Verlag. Geschichte und Erfolg eines Berliner Verlages aus den Zwanziger Jahren. Es erschien ein 60-seitiger Ausstellungskatalog.